# 나가오카 제과
나가오카 제과는 일본의 제과업체이다.

## 역사
1909년 일본 야마구치 현에서 창립되어 1927년 조선 주둔 일본군 군납회사로 지정되면서 경기도 경성부로 회사를 이전했다. 1945년 일제 패망 이후 일본으로 철수하여 현재에 이르고 있다.